# Quadrifônico

4 channels Quadraphonic label

Som Quadrifônico também conhecido como estéreo 4.0 usa quatro canais de áudio onde os alto-falantes são posicionados em quatro cantos de um ambiente reproduzindo sons inteiramente ou parcialmente independentes em cada caixa de som. Foi um fracasso de mercado devido a sua complexidade técnica para instalação e alto custo de implantação. Atualmente é substituído pelo Surround sound. 

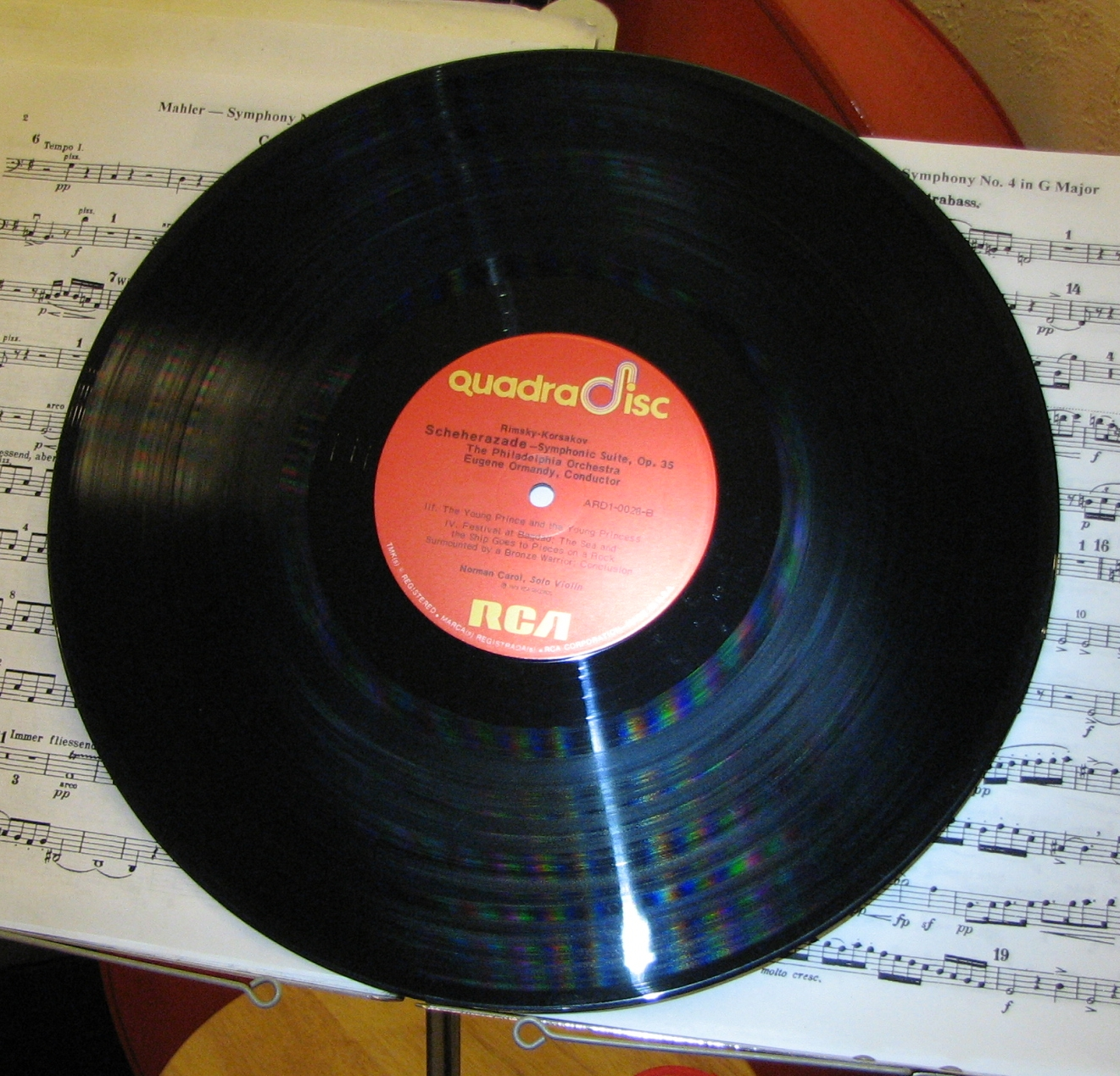
RCA, uma gravadora do Quadradisc.

Compatible Discrete 4 (CD-4) ou Quadradisc (não fazer confusão com o disco compacto) foi criado em 1971 com o sistema quadrifônico pela JVC. Algumas empresas que adotaram este padrão foram  Arista, CTI Records, Atlantic, Capricorn, Elektra, Fantasy, JVC, Nonesuch, RCA, Reprise and Warner. 
A matriz de codificação/decodificação do CD-4
- (LF+LB)+(LF-LB)=2LF ou Esquerda frontal
- (LF+LB)-(LF-LB)=2LB ou Esquerda traseira
- (RF+RB)+(RF-RB)=2RF ou Direita frontal
- (RF+RB)-(RF-RB)=2RB ou Direita traseira

Mesmo com o fracasso do CD-4, em parte pelo atraso na aprovação pelo FCC, a sua tecnologia foi responsável pelo avanço substancial das gravações em LP.